# Helland-Hansen Shoulder
Helland-Hansen Shoulder är en bergstopp i Antarktis. Den ligger i Västantarktis. Nya Zeeland gör anspråk på området. Toppen på Helland-Hansen Shoulder är 2 812 meter över havet.
Terrängen runt Helland-Hansen Shoulder är varierad, och sluttar söderut. Trakten är obefolkad. Det finns inga samhällen i närheten.